# Pyraflufen-ethyl
Pyraflufen-ethyl ist eine chemische Verbindung aus der Gruppe der Phenylpyrazole. Es handelt sich um den Ethylester von Pyraflufen.

## Gewinnung und Darstellung
Pyraflufen-ethyl kann über 4-Chlor-5-(ethoxycarbonylmethoxy)-2-fluorbenzoylacetat synthetisiert werden. Dieses kann aus 4-Chlor-5-(ethoxycarbonylmethoxy)-2-fluorbenzoylchlorid mit Diethylmalonat oder aus 4-Chlor-5-(ethoxycarbonylmethoxy)-2-fluorbenzoesäuremethylester mit Natriumhydrid und Diethylcarbonat gewonnen werden. Das Intermediat wird mit Methylhydrazin in einer Cyclokondensation zu einem Pyrazol umgesetzt, dann mit Chlordifluormethan. Im letzten Schritt wird es mit Phosphorpentachlorid oder Phosphoroxychlorid chloriert.

## Eigenschaften
Pyraflufen-ethyl ist ein farbloser geruchloser Feststoff, der praktisch unlöslich in Wasser ist. Er ist stabil unter sauren Bedingungen, hydrolysiert jedoch langsam unter neutralen und rasch unter alkalischen Bedingungen.

## Verwendung
Pyraflufen-ethyl wird als Wirkstoff in Pflanzenschutzmitteln verwendet. Es wird als Entlaubungsmittel für Baumwolle und Kartoffeln sowie zur Bekämpfung von bestimmten breitblättrigen Unkräutern in Baumwolle, Mais, Sojabohnen, Weizen und auf nicht-landwirtschaftlichen Flächen eingesetzt. Es wirkt durch Hemmung der Protoporphyrinogen-IX-Oxidase verursacht Schäden in den Zellmembranen.

## Zulassung
Ein Antrag auf Zulassung der Verbindung in der Europäischen Union wurde am 16. Juni 1997 in Belgien von der Nihon Nōyaku eingereicht. Pyraflufen-ethyl wurde 2001 für Anwendungen als Herbizid zugelassen.
In Österreich und der Schweiz sind Pflanzenschutzmittel mit diesem Wirkstoff im Handel.